# Partido judicial de Villarrobledo
El Partido judicial de Villarrobledo  es uno de los 31 partidos judiciales en los que se divide la comunidad autónoma de Castilla-La Mancha, siendo el partido judicial n.º 6  de la provincia de Albacete.
El ámbito territorial, que viene regulado por el Real Decreto 529/1983, de 9 de marzo, comprende los municipios de:
El Bonillo, Munera, Ossa de Montiel y Villarrobledo.